# Otto Busse (Mediziner, 1867)

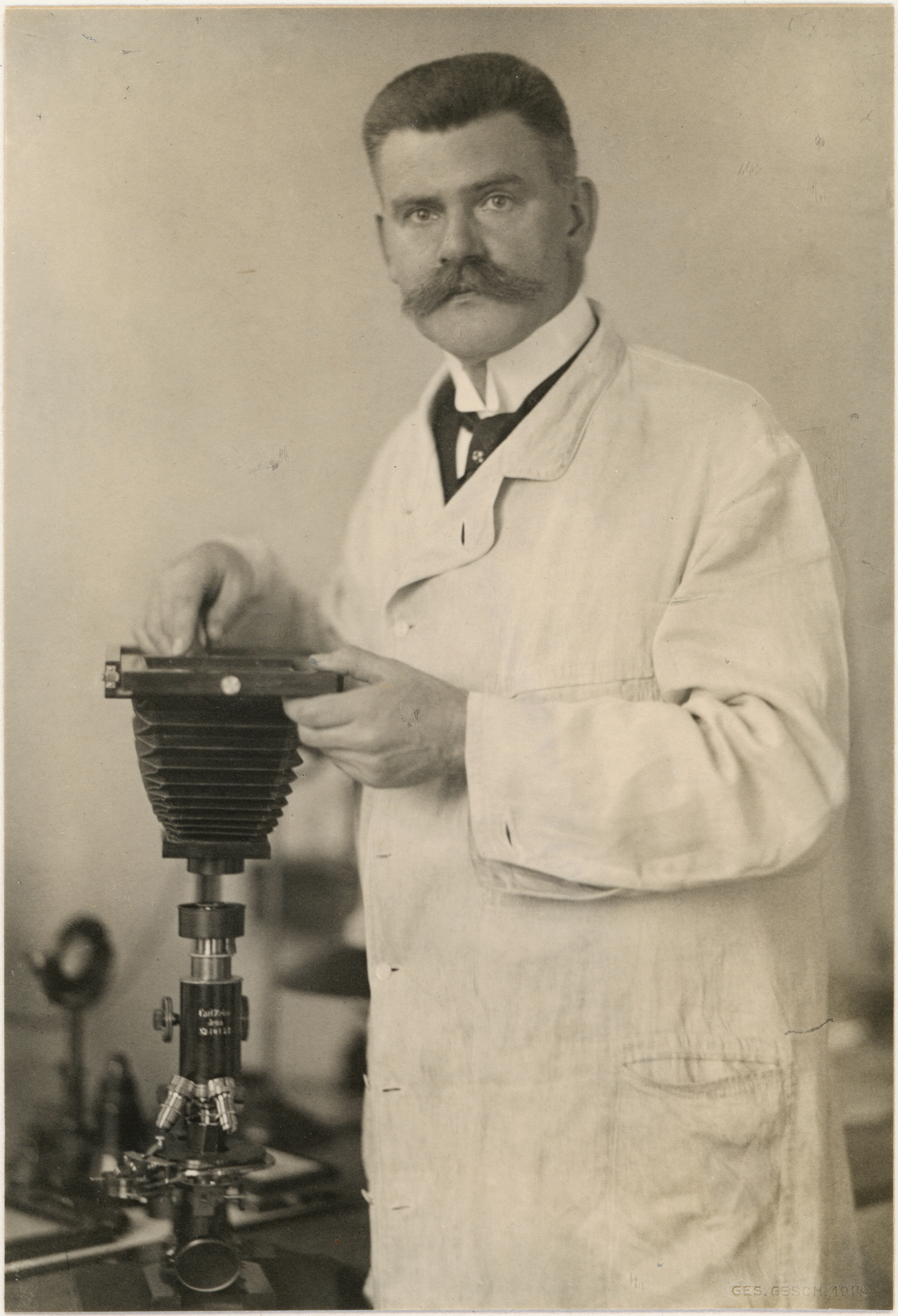
Otto Busse (1914)

Otto Busse (* 6. Dezember 1867 in Gülitz, Prignitz; † 3. Februar 1922 in Zürich) war ein deutscher Pathologe.

## Leben
Busse studierte an der Königlichen Universität zu Greifswald. Mit einer Doktorarbeit bei Paul Grawitz wurde er 1892 zum Dr. med. promoviert.
1894 beschrieben Busse und Abraham Buschke die durch den Pilz Cryptococcus neoformans ausgelöste Kryptokokkose. Sie wurde deshalb Busse-Buschke-Krankheit genannt.
Busse habilitierte sich 1896. Ab 1904 lehrte er als Professor für Pathologie an der Medizinischen Akademie zu Posen. 1911 folgte er dem Ruf der Universität Zürich auf den Lehrstuhl für Pathologie. Eine Zeitlang war er Dekan der Medizinischen Fakultät. Die Züchtung von Zellen auf einem Glasträger gelang 1912 Alexis Carrel. Diese Methode verwendete Busse, um Entzündungsvorgänge zu untersuchen und fotografisch zu dokumentieren.
In erster Ehe war Otto Busse verheiratet mit der einzigen Tochter seines Doktorvaters Paul Grawitz. Der Ehe entstammt Paul Busse-Grawitz, der in Argentinien eine große Klinik besaß und zu Wohlstand kam.

## Veröffentlichungen
- Das Obduktionsprotokoll. Schoetz, Berlin 1900.